# Anna Hulka
Anna Hulka z domu Łopatka (12 maja 1925 w Łękawicy, zm. 8 maja 2009 tamże) – rzeźbiarka, jedna z najwybitniejszych polskich artystek ludowych.
Jej mąż, Józef Hulka, również jest zasłużonym artystą ludowym, z którym wspólnie tworzyła wiele dzieł.

## Twórczość
Swoją przygodę ze sztuką rozpoczęła od zdobnictwa bibułkowego. Wykonywała m.in. kwiaty, które często były nagradzane w konkursach. Pomagała mężowi w tworzeniu figurek, głównie ich polichromowaniu czy malowaniu. Za namową męża zaczęła też malować na szkle. W malarstwie na drewnie dominowała tematyka sakralna: wizerunki Matki Boskiej, Chrystusa, postacie świętych czy sceny biblijne, jednak pojawiały się także postacie historyczne i literackie. W obrazach na szkle pojawiały się często także scenki rodzajowe z życia wsi, dawne obrzędy, ważne święta i uroczystości.
Podczas obchodów 200-lecia Stanów Zjednoczonych w roku 1976 szopka wykonana przez małżonków Hulków stanęła przed Białym Domem w Waszyngtonie.
Od 1991 wraz z mężem prowadziła w Łękawicy pracownię, w domu rodzinnym. Obecnie Izba Twórcza Józefa Hulki.
Należała do Stowarzyszenia Twórców Ludowych.

## Nagrody
1973, 1974: Trzecie miejsce w konkursie organizowanym przez Muzeum w Żywcu
1992 – Nagroda im. Oskara Kolberga
1998 – Nagroda Ministra Kultury i Sztuki
2001 – Zasłużony Działacz Kultury

## Rodzina
Wraz z mężem Józefem Hulką posiadali trójkę dzieci: Jana i Jerzego oraz Annę (po mężu nazwisko Witos).